# 红腰穗鹛
红腰穗鹛（学名：Stachyris maculata），是画眉科穗鹛属的一种，分布于文莱、泰国、印度尼西亚、马来西亚和新加坡（已绝灭）。该物种的保护状况被评为近危。
其种加词“maculata”意为“有斑点的”。
红腰穗鹛的平均体重约为25.8克。栖息地包括亚热带或热带的湿润低地林、亚热带或热带的沼泽林和亚热带或热带的（低地）湿润疏灌丛。